# Кемеунг
Кемеунг (Кемуанг) Пхре (*тай. เจ้าเมืองแพร่; д/н — 1672) — 23-й володар держави Ланна у 1659—1672 роках.

## Життєпис
Походив з знаті. Відомості про нього обмежені, навіть нічого невідомо про ім'я. Кемеунг (Кемуанг) Пхре значить «намісник (князь) Пхре». 1659 року після повалення аюттхайсбким військом правителля Ланни Сенмуанга поставлений на трон цієї держави.
1661 року скористався вторгнення до імперії Таунгу цінських військ, захопивши північ Ланни з місто Чіангсен, що перебувала під владою Таунгу. 1662 року звернувся по допомогу до Нарая, володаря Аюттхаї, цим сприсинив війну останнього з П'єміном. За підсумками 1663 року правитель Таунгу визнав зверхність Нарая над усією Ланною.
1672 року зазнав нового вторгнення військ таунгу, що повалили Кемеунга, приєднавши Ланну до імперії. Тут було поставлено віцекороля Унгсе (сина або брата П'єміна). Окремішність й незалежність Ланни вдалося відновити лише у 1727 році Тхепсінгу.